# فرديناند غروسمان
فرديناند غروسمان (بالألمانية: Ferdinand Grossmann)‏ هو موزع نمساوي، ولد في 4 يوليو 1887 في تولن ان دير دوناو في النمسا، وتوفي في 5 ديسمبر 1970 في فيينا في النمسا.

## وصلات خارجية
- فرديناند غروسمان على موقع IMDb (الإنجليزية)
- فرديناند غروسمان على موقع ميوزك برينز (الإنجليزية)
- فرديناند غروسمان على موقع أول ميوزيك (الإنجليزية)
- فرديناند غروسمان على موقع ديسكوغز (الإنجليزية)